# Boemundo II de Antioquia
Boemundo II de Antioquia (1108 — fevereiro de 1130) foi príncipe de Taranto de 1108 a 1128 e príncipe de Antioquia de 1111 até à sua morte. Era filho de Boemundo I, o fundador destes principados, com Constança, filha do rei Filipe I de França. Perdeu Taranto para Rogério II da Sicília em 1128. 
O cronista Guilherme de Tiro descreveu-o como "bastante alto e de bela figura. Tinha cabelo loiro e feições bem feitas. Toda a sua postura mostrava claramente o príncipe àqueles que não o conheciam. A sua conversa era agradável e ganhava facilmente o favor daqueles que o ouviam. Era de uma natureza generosa e, como o seu pai, verdadeiramente magnífico". Usamah ibn-Munqidh chamava-o de ibn-Maymun (filho de Boemundo).
Quando o seu pai morreu, longe de Antioquia, Boemundo II ainda era uma criança, vivendo na Apúlia, pelo que o seu primo Tancredo de Altavila assumiu a regência do principado até morrer em 1112. Rogério de Salerno passou a regente, com o acordo de que quando Boemundo chegasse da Itália, assumiria o governo do seu estado cruzado. No entanto, Rogério morreu na batalha do Campo de Sangue em 1119, e os nobres de Antioquia convidaram o rei Balduíno II de Jerusalém para governar o principado. 
Em 1124 Boemundo atingiu a maioridade aos dezesseis anos de idade. Passou os dois anos seguintes a resolver assuntos de estado no Mezzogiorno até que, em Outubro de 1126, após o seu décimo oitavo aniversário, saíu da Apúlia para Antioquia. Segundo Guilherme de Tiro, fez um acordo com o seu primo, o duque Guilherme II da Apúlia, em que quem morresse primeiro deixaria as suas terras na Itália ao outro. Isto entra em contradição com o abade Alexandre de Telese, que afirma que Boemundo deixou as suas terras sob o governo do papa Honório II, e ainda com o arcebispo Romualdo Guarna de Salerno, que indica que a regência de Taranto passou para um parente seu, o conde Alexandre de Conversano.
Como parte do seu acordo sobre a saída da Itália para o Levante, Boemundo também se casou com uma filha de Balduíno II de Jerusalém, Alice. Segundo o historiador Mateus de Edessa o rei também lhe terá prometido a coroa de Jerusalém, mas isto pode ser uma confusão do cronista entre as irmãs Alice e Melisende, que se casou com Fulque V de Anjou na mesma época e herdou o reino.

Os estados cruzados em 1135

Em 1127 Boemundo cercou e tomou Kafartab, matando todos os seus habitantes. Também atacou Xaizar, na Síria, e terá encontrado e fugido de Usamah ibn Munqidh em batalha, segundo o árabe. Os seguintes anos de governo foram marcados por conflitos com Joscelino I de Edessa e escaramuças na fronteira norte. Ambos estes nobres cruzados atacaram Alepo individualmente mas recusaram aliar-se para montar um cerco à cidade. 
Rogério de Salerno oferecera territórios a Joscelino, mas Boemundo não considerou estas doações legítimas, uma vez que não tinham tido a sua aprovação, apesar de ser menor de idade na época. A disputa chegou a conflito aberto entre Antioquia e Edessa, com Joscelino a aliar-se aos muçulmanos contra Boemundo, pelo que o patriarca latino de Antioquia colocou um interdito (o equivalente à excomunhão, aplicado a um território) sobre o Condado de Edessa. 
Em 1128 o seu primo Rogério II da Sicília invadiu Taranto, dizendo-se legítimo herdeiro de Guilherme II da Apúlia. Afastado da região, Boemundo foi incapaz de evitar a acção. No mesmo ano Balduíno II dirigiu-se a norte para mediar a disputa entre os seus vassalos e Joscelino abandonou as suas pretensões sobre Antioquia. Ao mesmo tempo o atabegue Zengui consolidou o seu poder sobre Alepo e Moçul, pelo que os cruzados não teriam nunca mais a oportunidade de impôr a sua autoridade sobre estas cidades muçulmanas. 
Depois de resolverem a disputa, Boemundo juntou-se a Balduíno II para atacar Damasco, mas os cruzados foram derrotados na batalha de Marje Alçafar. Então o príncipe de Antioquia voltou a norte para recuperar alguns territórios perdidos para o Reino Arménio da Cilícia. Leão I da Arménia aliou-se com o emir danismêndida Gazi Gumustiguim e fizeram o exército cristão cair numa emboscada em Fevereiro de 1130. Boemundo morreu na batalha, a sua cabeça loira foi embalsamada, colocada numa caixa de prata e enviada como presente ao califa. 
Do seu casamento com Alice só sobreviveu uma filha, Constança de Antioquia. Alice assumiu a regência de Antioquia em nome da sua filha de dois anos até Balduíno II a forçar a ceder o poder a Joscelino. Tanto Balduíno II como Joscelino morreriam poucos meses depois.